# Jagüey Cercado
Jagüey Cercado är en ort i Mexiko.   Den ligger i kommunen Aquismón och delstaten San Luis Potosí, i den centrala delen av landet, 240 km norr om huvudstaden Mexico City. Jagüey Cercado ligger 822 meter över havet och antalet invånare är 218.
Terrängen runt Jagüey Cercado är lite bergig, och sluttar norrut. Runt Jagüey Cercado är det ganska tätbefolkat, med 134 invånare per kvadratkilometer. Närmaste större samhälle är Tampate, 11,3 km öster om Jagüey Cercado. I omgivningarna runt Jagüey Cercado växer i huvudsak städsegrön lövskog.